# Pierre Costabel
Pierre Costabel (Draguignan, 24 de outubro de 1912 – Saint-Maur-des-Fossés, Paris, 20 de novembro de 1989) foi um historiador da ciência francês.
Filho de um matemático, estudou na École normale supérieure para preparar o concurso da agrégation de matemática de 1935. Tendo sido aprovado, lecionou em Caen e Cherbourg, e começou a se interessar pela história da matemática, participando da edição das correspondências de Johann Bernoulli com Pierre Varignon, trabalho que foi impedido pela Segunda Guerra Mundial. Na Segunda Guerra Mundial foi oficial e preso em um campo próximo a Soest, Alemanha e próximo a Nürnberg até 1945, onde organizou uma escola de formação em matemática. Após a guerra entrou na ordem Congregação do Oratório e estudou teologia com licenciatura em 1960. De 1950 a 1960 lecionou mecânica Instituto Católico de Paris e foi de 1952 a 1960 diretor da École Massillon der Oratorianer. A partir de 1960 esteve na École pratique des hautes études, onde foi diretor em 1963. Aposentou-se em 1981.
Como historiador da ciência especializou-se no cartesianismo e na história da mecânica e, de 1964 a 1974, reeditou com Bernard Rochot (1900–1971) os trabalhos de René Descartes de Charles Adam e Paul Tannery. Também foi editor das obras de Nicolas Malebranche e das correspondências de Johann Bernoulli (com Jeanne Peiffer). Foi influenciado após a Segunda Guerra Mundial por Alexandre Koyré, que retornara dos Estados Unidos.

## Obras
- Leibniz et la dynamique: les textes de 1692, Hermann 1960.
- L’Oratoire de France et ses collèges in René Taton (Herausgeber)  Enseignement et diffusion des sciences en France, Paris, Hermann, 1964.
- com Bernard Rochot (Eds.) Œuvres de Descartes, 11 Volumes, Paris: Vrin, 1964–1974.
- Démarches originales de Descartes savant, Paris, Vrin, 1982.